# Lasioglossum puzeyi
Lasioglossum puzeyi är en biart som först beskrevs av Cockerell 1939.  Lasioglossum puzeyi ingår i släktet smalbin, och familjen vägbin. Inga underarter finns listade i Catalogue of Life.